# Liste du patrimoine immobilier classé du Rœulx
Cette page regroupe l'ensemble du patrimoine immobilier classé de la ville belge du Rœulx.
| Objet | Année de construction / Architecte | Adresse                    | Section communale | Coordonnées                      | Numéro d’inventaire | Illustration |
| --- | ---------------------------------- | -------------------------- | ----------------- | -------------------------------- | ------------------- | --- |
| Château des Princes de Croÿ, place du château, n°1 |                                    | Place du château n°1       |                   | 50° 30′ 22″ nord, 4° 06′ 35″ est | 55035-CLT-0001-01   | Château des Princes de Croÿ, place du château, n°1                                                                  |
| Hospice Saint-Jacques : bâtiment principal (façades et toitures) (M), ferme et domaine (S), faubourg de Binche, n°1 |                                    | faubourg de Binche n°1     |                   | 50° 29′ 59″ nord, 4° 06′ 32″ est | 55035-CLT-0003-01   | Hospice Saint-Jacques : bâtiment principal (façades et toitures) (M), ferme et domaine (S), faubourg de Binche, n°1 |
| Maison du Chapelain (façades et toitures), place de la Chapelle, n°7 |                                    | Place de la Chapelle n°7   |                   | 50° 30′ 13″ nord, 4° 06′ 27″ est | 55035-CLT-0004-01   | Image manquanteTéléverser                                                                                           |
| L'église Saint-Martin : tour |                                    |                            |                   | 50° 31′ 44″ nord, 4° 09′ 10″ est | 55035-CLT-0005-01   | Image manquanteTéléverser                                                                                           |
| Grand-Place et maison portant le n°35 |                                    |                            |                   | 50° 30′ 07″ nord, 4° 06′ 29″ est | 55035-CLT-0006-01   | Grand-Place et maison portant le n°35                                                                               |
| Maison, Grand-Place, n°35 |                                    | Grand-Place n°35           |                   | 50° 30′ 06″ nord, 4° 06′ 33″ est | 55035-CLT-0007-01   | Image manquanteTéléverser                                                                                           |
| La totalité de l'orangerie et les façades et toitures des communs du château des Princes de Croÿ |                                    |                            |                   | 50° 30′ 19″ nord, 4° 06′ 31″ est | 55035-CLT-0008-01   | Image manquanteTéléverser                                                                                           |
| Chapelle Notre-Dame aux Tombeaux |                                    | Rue des Fours à Chaux (M). |                   | 50° 28′ 24″ nord, 4° 04′ 33″ est | 55035-CLT-0010-01   | Chapelle Notre-Dame aux Tombeaux                                                                                    |
| Péniche Le Didier, Wallon en bois appartenant à l'A.S.B.L. Compagnie du Canal du Centre |                                    |                            |                   | 50° 31′ 35″ nord, 4° 06′ 30″ est | 55035-CLT-0011-01   | Image manquanteTéléverser                                                                                           |
| Les ascenseurs hydrauliques n°s 1, 2, 3 et 4 situés sur le canal du Centre, ainsi que le pont levis sis entre les n°s 3 et 4 (M) ainsi que l'ensemble formé par ceux-ci et les berges boisées (S) (+LA LOUVIERE/La Louvière, Houdeng-Aimeries, Houdeng-Goegnies, Maurage et Strépy-Bracquegnies) |                                    |                            |                   | 50° 29′ 15″ nord, 4° 10′ 33″ est | 55035-CLT-0012-01   | ascenseurs hydrauliques                                                                                             |
| - Les façades et toitures du bâtiment abritant la salle des machines des ascenseurs n°2 et 3; |                                    |                            |                   | 50° 28′ 53″ nord, 4° 08′ 10″ est | 55035-CLT-0014-01   | Image manquanteTéléverser                                                                                           |
| Le château des Princes de Croÿ |                                    |                            |                   | 50° 30′ 22″ nord, 4° 06′ 35″ est | 55035-PEX-0001-01   | Le château des Princes de Croÿ                                                                                      |
| Les ascenseurs hydrauliques n°s 1, 2, 3 et 4 situés sur le canal du Centre, ainsi que le pont levis sis entre les n°s 3 et 4 (M) ainsi que l'ensemble formé par ceux-ci et les berges boisées (S) (+LA LOUVIERE/La Louvière, Houdeng-Aimeries, Houdeng-Goegnies, Maurage et Strépy-Bracquegnies) |                                    |                            |                   | 50° 29′ 15″ nord, 4° 10′ 33″ est | 55035-PEX-0002-01   | ascenseurs hydrauliques                                                                                             |
| La salle des machines des ascenseurs hydrauliques 2 et 3 situés sur le canal du Centre (+ LA LOUVIERE/ La Louvière, Houdeng-Aimeries, Houdeng-Goegnies, Maurage et Strépy-Bracquegnies)) |                                    |                            |                   | 50° 28′ 53″ nord, 4° 08′ 10″ est | 55035-PEX-0003-01   | Image manquanteTéléverser                                                                                           |